# Pralungo
Pralungo är en ort och kommun i provinsen Biella i regionen Piemonte i Italien. Kommunen hade 2 370 invånare (2018).